# Stradivari Soil
Lo Stradivari Soil (pronunciato /swal/) è un antico violino realizzato nel 1714 dal liutaio cremonese Antonio Stradivari. Risale al cosiddetto periodo d'oro del celebre maestro, ed è uno dei suoi migliori strumenti.
Il Soil è caratterizzato da una brillante vernice rossa e un fondo d'acero in due pezzi.
Prende il nome da Amédée Soil, che lo comperò nel 1902; il violino fu successivamente acquistato dal collezionista viennese Oscar Bondy, che comprò anche lo Stradivari Hellier del 1679. Yehudi Menuhin acquistò il Soil nel 1950 e, nel 1986, lo passò a Itzhak Perlman, l'attuale proprietario.
Con questo strumento, nel 1997 Perlman ha registrato la popolare Cinema Serenade con la Pittsburgh Symphony Orchestra.
Compare in una missione secondaria del videogioco post-apocalittico Fallout 3.